# Commonwealth Games 1998/Badminton
Bei den Commonwealth Games 1998 in Kuala Lumpur fanden im Badminton sieben Wettbewerbe statt. Es wurden fünf Einzeldisziplinen und zwei Mannschaftsdisziplinen ausgetragen. Die Wettbewerbe fanden vom 9. bis zum 21. September 1998 im Kuala Lumpur Badminton Stadium statt.

## Finalresultate
| Disziplin        | Sieger                      | Finalist                       | Ergebnis           |
| ---------------- | --------------------------- | ------------------------------ | ------------------ |
| Herreneinzel     | Wong Choong Hann            | Yong Hock Kin                  | 10-15, 15–12, 15–6 |
| Dameneinzel      | Kelly Morgan                | Aparna Popat                   | 13–10, 11-5        |
| Herrendoppel     | Choong Tan Fook Lee Wan Wah | Cheah Soon Kit Yap Kim Hock    | 15-7, 15-4         |
| Damendoppel      | Donna Kellogg Joanne Goode  | Chor Hooi Yee Lim Pek Siah     | 15-8, 15–6         |
| Mixed            | Simon Archer Joanne Goode   | Nathan Robertson Joanne Davies | 15-2, 15-5         |
| Herrenmannschaft | Malaysia                    | Indien                         |                    |
| Damenmannschaft  | England                     | Malaysia                       |                    |

## Medaillengewinner
| Disziplin        | Gold | Silber | Bronze |
| ---------------- | --- | --- | --- |
| Herreneinzel     | Wong Choong Hann                                                                                             | Yong Hock Kin | Pullela Gopichand |
| Herreneinzel     | Wong Choong Hann                                                                                             | Yong Hock Kin | Darren Hall |
| Dameneinzel      | Kelly Morgan                                                                                                 | Aparna Popat | Tracey Hallam |
| Dameneinzel      | Kelly Morgan                                                                                                 | Aparna Popat | Julia Mann |
| Herrendoppel     | Choong Tan Fook Lee Wan Wah                                                                                  | Cheah Soon Kit Yap Kim Hock                                                                                             | Simon Archer Chris Hunt                                                                                               |
| Herrendoppel     | Choong Tan Fook Lee Wan Wah                                                                                  | Cheah Soon Kit Yap Kim Hock                                                                                             | Julian Robertson Nathan Robertson                                                                                     |
| Damendoppel      | Joanne Goode Donna Kellogg                                                                                   | Chor Hooi Yee Lim Pek Siah                                                                                              | Tammy Jenkins Rhona Robertson                                                                                         |
| Damendoppel      | Joanne Goode Donna Kellogg                                                                                   | Chor Hooi Yee Lim Pek Siah                                                                                              | Elinor Middlemiss Sandra Watt                                                                                         |
| Mixed            | Simon Archer Joanne Goode                                                                                    | Nathan Robertson Joanne Davies                                                                                          | Peter Blackburn Rhonda Cator                                                                                          |
| Mixed            | Simon Archer Joanne Goode                                                                                    | Nathan Robertson Joanne Davies                                                                                          | Chris Hunt Donna Kellogg                                                                                              |
| Herrenmannschaft | Malaysia Cheah Soon Kit Choong Tan Fook Lee Wan Wah Ong Ewe Hock Wong Choong Hann Yap Kim Hock Yong Hock Kin | Indien Markose Bristow Pullela Gopichand Abhinn Shyam Gupta Jaseel P. Ismail Nikhil Kanetkar Vincent Lobo George Thomas | England Simon Archer Mark Constable Darren Hall Chris Hunt Peter Knowles Julian Robertson Nathan Robertson            |
| Herrenmannschaft | Malaysia Cheah Soon Kit Choong Tan Fook Lee Wan Wah Ong Ewe Hock Wong Choong Hann Yap Kim Hock Yong Hock Kin | Indien Markose Bristow Pullela Gopichand Abhinn Shyam Gupta Jaseel P. Ismail Nikhil Kanetkar Vincent Lobo George Thomas | Neuseeland Geoffrey Bellingham Chris Blair Dean Galt Anton Gargiulo Nick Hall Jarrod King Daniel Shirley              |
| Damenmannschaft  | England Joanne Davies Joanne Goode Tracey Hallam Donna Kellogg Julia Mann Rebecca Pantaney Sara Sankey       | Malaysia Norhasikin Amin Chor Hooi Yee Law Pei Pei Lim Pek Siah Ng Mee Fen Joanne Quay Woon Sze Mei                     | Indien Madhumita Bisht Deepthi Chapala Neelima Chowdary Archana Deodhar Manjusha Kanwar P. V. V. Lakshmi Aparna Popat |
| Damenmannschaft  | England Joanne Davies Joanne Goode Tracey Hallam Donna Kellogg Julia Mann Rebecca Pantaney Sara Sankey       | Malaysia Norhasikin Amin Chor Hooi Yee Law Pei Pei Lim Pek Siah Ng Mee Fen Joanne Quay Woon Sze Mei                     | Australien Rhonda Cator Amanda Hardy Rayoni Head Sarah Hicks Kellie Lucas Michaela Smith Kate Wilson-Smith            |